# Cascata

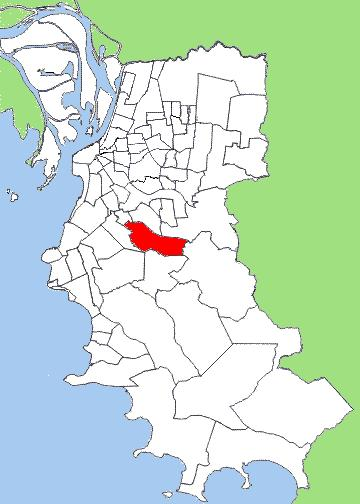
Cascata, quartier de la ville brésilienne de Porto Alegre.

Cascata est un quartier de la ville de Porto Alegre, capitale de l'État du Rio Grande do Sul.
Il a été créé par la loi 2681 du 21/12/1963, et a vu ses limites modifiées par la loi 7954 du 8/01/1997.

## Données générales
- Population (2000) : 24 130 habitants[réf. nécessaire]
  - Hommes : 11 702
  - Femmes : 12,428
- Superficie : 691 ha
- Densité : 34,92 hab/ha

## Limites actuelles
Le quartier a pour axe central l'avenue Professor Oscar Pereira jusqu'au tronçon de la Route Salater, et, de là, jusqu'à la marque géodésique de la Pedra Redonda ; de ce dernier point jusqu'à l'extrémité sud de la Route des Alpes et l'avenue Engenheiro Ludolfo Boehl, à suivre jusqu'à son point de rencontre avec le prolongement de la rue Madre Ana ; de cette dernière jusqu'à sa jonction avec la rue Professor Carvalho de Freitas et, continuant par cette dernière, jusqu'à la rue Domício da Gama et la rue Ascensão, jusqu'à la rue Patrimônio ; de cette dernière jusqu'à la marque géodésique du Morro da Polícia ; de ce point jusqu'aux sources de l'Arroio do Moinho, sur les hauteurs du Morro Pelado et, de là, en direction Sud, jusqu'à la jonction de la Route das Capoeiras avec la Antônio Borges, et, direction Ouest, jusqu'à la Route Antônio Borges puis, suivant cette dernière, en direction Ouest, jusqu'à l'avenue Uruguaiana et l'avenue Professor Oscar Pereira.

## Localisation
Cascata se trouve au Sud du quartier de Glória, dans la zone Sud de Porto Alegre.

## Histoire
La principale voie d'accès au quartier était l'ancienne Route de Belém, qui reliait le centre de Porto Alegre à l'installation de Belém Velho, fondée autour de 1830. Après avoir eu plusieurs noms (Route da Cascata, Avenue Cascata), cette artère fut finalement rebaptisée avenue Professor Oscar Pereira, du nom de l'ex-directeur du Sanatorium Belém, qui traîtait les tuberculeux.
Le peuplement du lieu s'est accéléré à partir des années 1950 et 1960, avec l'ouverture de nouveaux accès à la zone (venant des actuels quartiers de Vila Nova et Belém Velho) et par l'installation de moyens de transports plus efficients et convenables pour passer les morros escarpés, à la suite des réclamations des habitants. À cet endroit, l'occupation auparavant limitée aux environs de l'avenue Professor Oscar Pereira, commença à s'étendre aux pentes des morros da Polícia et do Cascata, par le lotissement de ces zones.
Cascata fut créé en 1963, quand une bonne part de son territoire appartenait jusqu'alors au quartier de Glória. De fait, ce quartier a une proximité historique avec les autres qui formaient le "Grand Glória" (Glória, Medianeira et Coronel Aparício Borges).
L'origine du nom "Cascata" a probablement à voir avec le relief de la région, qui fait que les cours d'eau locaux qui naissent sur les morros se trouvent entrecoupés de nombreuses petites cascades, tel que l'Arroio Águas Mortas, qui descend du Morro da Polícia en direction Sud, vers l'avenue Professor Oscar Pereira. Plus tard, ce ruisseau subît un processus de canalisation fermée.
Le relief du quartier en fait un des plus hauts de Porto Alegre, en raison de la présence des morros da Polícia et do Cascata, en plus d'être entouré des morros do Pelado et da Pedra Redonda. De ce fait, le quartier a une hydrographie particulière, avec des cours d'eau qui naissent sur le Morro Pelado et descendent en direction des quartiers Coronel Aparício Borges et Partenon, et d'autre, allant du Morro da Polícia, en direction Sud, en passant par Glória et Medianeira.

## Aujourd'hui
Actuellement, le quartier est une zone péri-urbaine où se rencontrent des parties de zones rurales, des installations de la classe moyenne et des vilas